# Monforte de Moyuela
Monforte de Moyuela è un comune spagnolo di 76 abitanti (2005) situato nella comunità autonoma dell'Aragona. Fa parte della comarca dello Jiloca.